# سمورچه مریام
سمورچه مریام (نام علمی: Tamias merriami) نام یک گونه از سرده سمورچه است.